# Maskenwürger
Der Maskenwürger (Lanius nubicus) ist eine Vogelart der Gattung Lanius innerhalb der Familie der Würger (Laniidae). Das Verbreitungsgebiet des obligaten Zugvogels liegt im östlichen Mittelmeerbereich und in Kleinasien. Die Überwinterungsgebiete der insgesamt noch sehr unzureichend erforschten Art liegen in der östlichen Sahelzone südlich der Sahara.

## Merkmale

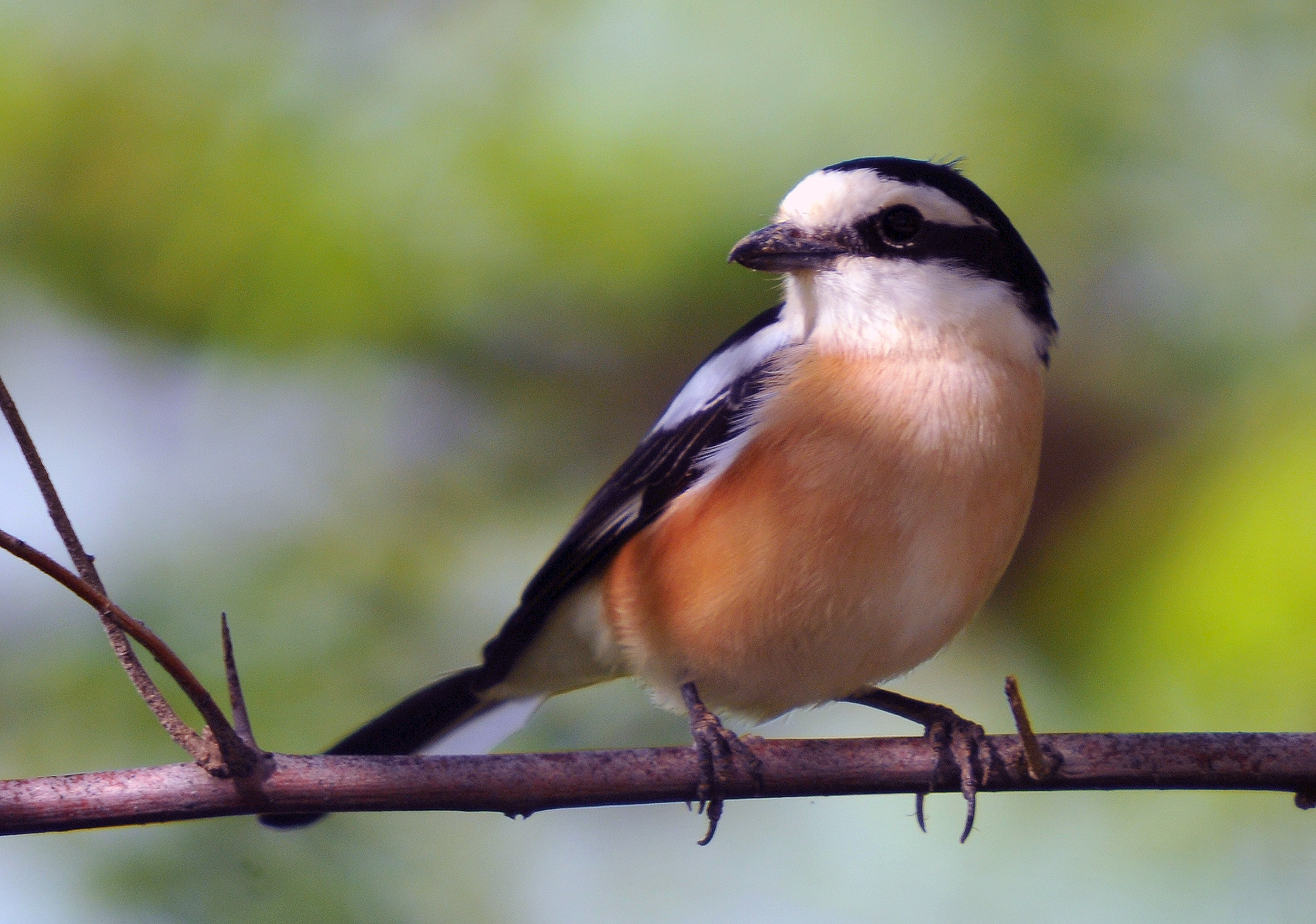
Maskenwürger, Männchen

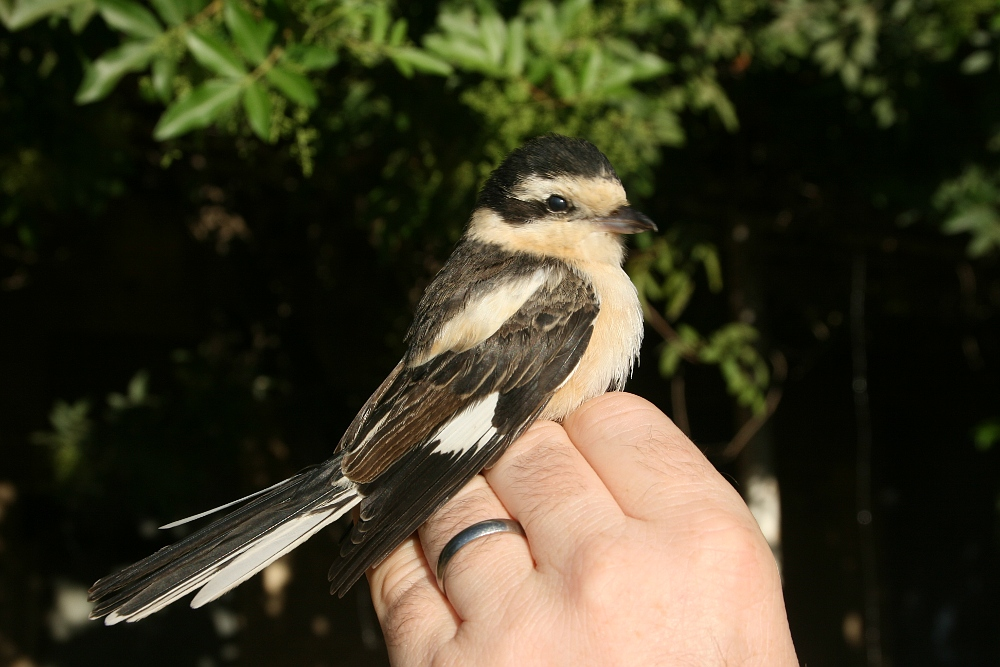
Maskenwürger, Weibchen

Der Maskenwürger ist mit einer Körperlänge von 17 Zentimeter etwa so groß wie der Neuntöter, wirkt aber wesentlich schlanker, kleinköpfiger und kurzschnäbeliger. Ausgefärbte Vögel beider Geschlechter sind bei ausreichenden Beobachtungsbedingungen nicht zu verwechseln.
Die Oberseite des Maskenwürgers ist satt schwarz. Die Schultern sind weiß, ebenso der Ansatz der Handschwingen. Diese Weißzeichnung ergibt beim sitzenden Vogel einen kleinen weißen Flügelspiegel, beim fliegenden ein recht breites, sichelförmiges weißes Band. Die Unterseite ist weiß, die Flanken sind deutlich orange- oder rötlichbraun behaucht. Der wenig vom Rumpf abgesetzte, eher kleine und auffallend flachstirnige Kopf ist durch starke Schwarz-weiß-Kontraste gekennzeichnet, die in dieser Anordnung bei keiner anderen Würgerart auftreten. Scheitel und Nacken sind schwarz, Stirn, Wangen und Hals weiß. Dieser Weißbereich wird durch einen schmalen schwarzen Augenstreif, der nicht das gesamte Auge überdeckt, zweigeteilt. Der lange, deutlich gestufte Schwanz ist bis auf die Außenfahnen der äußeren Steuerfedern schwarz. Er ist beim sitzenden Vogel immer in Bewegung, wird gewippt, gestelzt und gedreht. Die Iris ist schwarz, ebenso der Schnabel. Die Beine und Zehen sind schiefergrau.
Die Geschlechter unterscheiden sich in Größe und Gewicht nicht, in der Färbung jedoch recht auffällig. Weibchen sind auf der Oberseite schwarzbraun, die weißen Schulterflächen sowie der weiße Flügelspiegel sind bedeutend kleiner als bei männlichen Individuen. Die rostrote Flankenfärbung ist nur angedeutet und oft nur aus der Nähe erkennbar.
Jungvögel zeigen das für juvenile Würger typische graubraun gewellte und gesperberte Gefieder. Sie ähneln sehr stark jungen Rotkopfwürgern, sind aber im Grundton meist grauer als diese. Gute Unterscheidungsmerkmale zum Rotkopfwürger sind die weißen Schulterflächen, die bei jungen Maskenwürgern schon sehr deutlich erkennbar sind, sowie ein Weißbereich über dem Schnabelansatz, der bei juvenilen Rotkopfwürgern vollends fehlt.
Der Flug ist geradlinig, leicht und schnell. Er erinnert an den von Fliegenschnäppern.
Maskenwürger sind wenig scheu. Ihre sehr geringe Fluchtdistanz vor Menschen wird für die Art als charakteristisch angesehen.

### Stimme
Die Rufe und der Gesang des Maskenwürgers werden unterschiedlich beschrieben. Hauptruf scheint ein rauer, scharfer Tzr-Ton zu sein. Daneben hört man würgertypisches Tschäkern. Der Gesang ist ein langes, oft über eine Minute dauerndes leises Schwätzen, in dem verschiedene raue und gepresste Laute sowie Pfeiftöne miteinander abwechseln, helle Triller aber fehlen. Imitationspassagen scheinen im Gesang des Maskenwürgers im Gegensatz zu den Gesängen vieler anderer Würgerarten nicht vorzukommen. Bei großer Erregung ist vom Maskenwürger Schnabelknappen zu hören.

## Verbreitung und Lebensraum

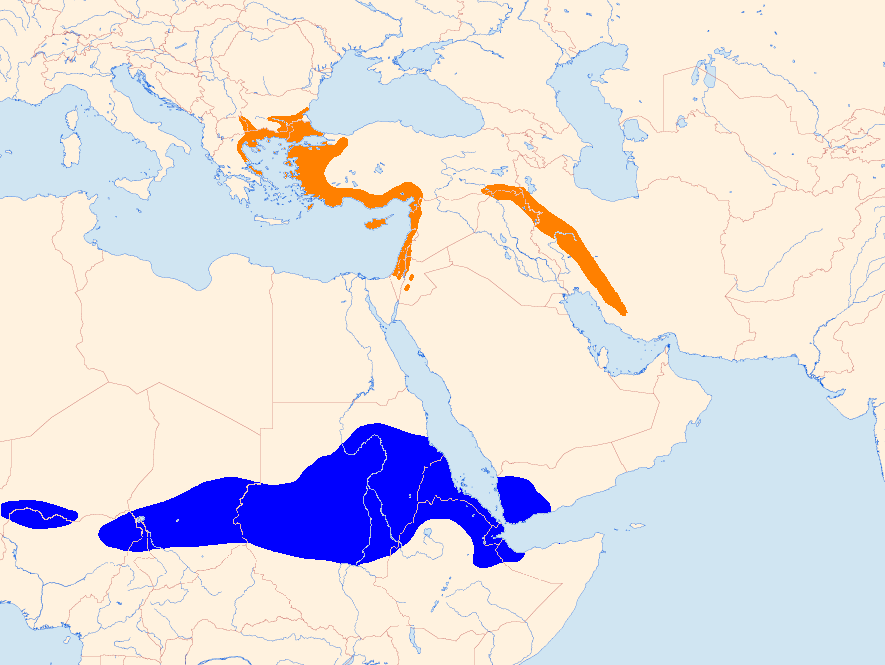
Verbreitung des Maskenwürgers
orange: Bekannte Brutgebiete
blau: Bekannte Überwinterungsgebiete

Der Maskenwürger ist im östlichen Mittelmeerraum, auf einigen ägäischen Inseln auf Zypern und in der West- und Südtürkei verbreitet. Isolierte Vorkommen sind aus der südöstlichen Türkei, dem südlichen Kaukasusgebiet, dem Nordwestiran, dem Zagrosgebiet, dem Irak sowie aus Syrien bekannt. Im südlichen Balkan bestehen Vorkommen in Mazedonien, Bulgarien und Nordgriechenland, vielleicht auch in Südserbien. Die Ostgrenze der Verbreitung ist unbekannt, sie liegt möglicherweise in Turkmenistan oder im nordwestlichen Afghanistan.

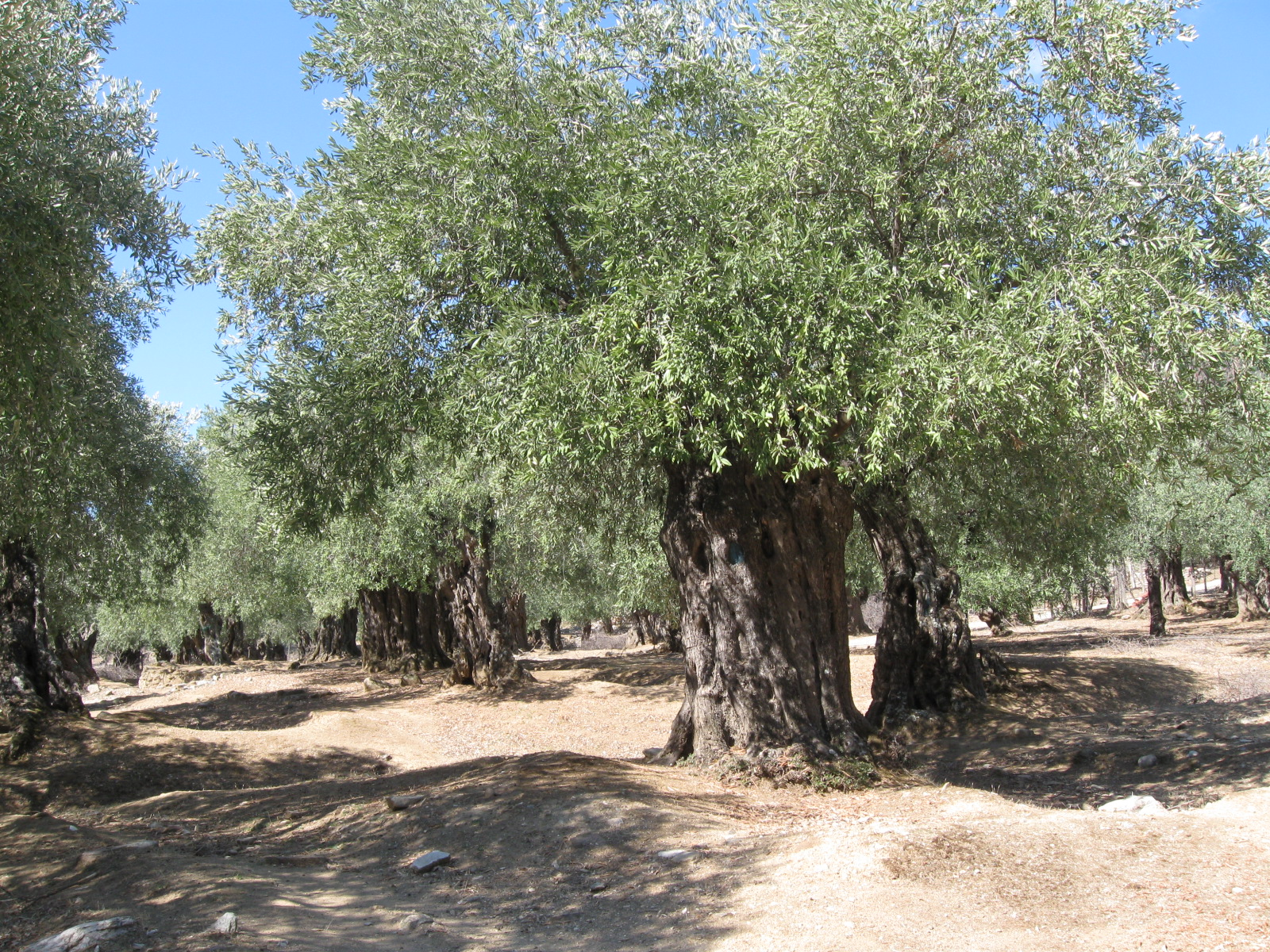
Habitat des Maskenwürgers in einem Olivenhain auf Thassos

In diesem Gebiet bewohnt der Maskenwürger reich strukturierte Landschaften, in denen kurzrasige offene Flächen mit dichterem Baum- und Buschbewuchs durchsetzt sind. Optimalhabitate weisen einen durchschnittlich dichteren Baumbestand auf als die bevorzugten Habitate der meisten anderen Lanius-Arten. So besiedelt er Pappelalleen, alte, im Idealfall durch extensive Weidewirtschaft genutzte Obstgärten, Olivenhaine, aufgelockerte Eichen-, Pinien- und Zedernwälder sowie Wacholderbestände. Er kommt vom Meeresniveau bis in Gebirgslagen von über 2000 Meter vor, scheint aber Hügel- und Vorgebirgsland zu bevorzugen. Auf dem Hermon, an dessen Hängen der Rotkopfwürger, der Südliche Raubwürger und der Neuntöter sympatrisch mit dem Maskenwürger vorkommen, war der Maskenwürger vor allem in Obstgärten unter 1000 Metern anzutreffen. In den Niederungen scheint sich der Maskenwürger von anderen Würgerarten durch eine Bevorzugung flussbegleitender Gehölze und bebuschter Waldränder, also insgesamt feuchterer, und dichter bewachsenerer Habitate, abzugrenzen. Soweit bekannt, ist sein gesamtes Verbreitungsgebiet stark fragmentiert. Der Maskenwürger scheint nirgendwo häufig zu sein.
Die Art beansprucht kleine Brutterritorien von 2 bis 5 Hektar, die gegen Artgenossen, andere Würgerarten und Nahrungskonkurrenten verteidigt werden. Auseinandersetzungen können zu Kämpfen mit körperlichem Kontakt führen. Auch im Winter und während des Zuges werden Territorien behauptet.

### Wanderungen
Offenbar sind alle Populationen des Maskenwürgers Zugvögel. Sie verbleiben etwa 3 Monate im Brutgebiet, und drei Monate im Winterquartier. Den Rest der Zeit verbringen sie auf dem Weg- und dem Heimzug.
Die Brutgebiete verlässt die Art sehr bald nach Selbstständigwerden der letzten Brut; erfolglose Brutvögel ziehen schon Ende Juni ab. Der Hauptwegzug setzt im August ein und dauert bis in den September. Die ersten Heimzieher verlassen die Überwinterungsgebiete Ende Januar, die Hauptheimzugszeit liegt zwischen Mitte Februar und Mitte März. Da die Art auf dem Heimzug im Frühjahr viel häufiger im Niltal, an der Küste des Roten Meeres und in Israel beobachtet wird als auf dem Wegzug, wird angenommen, dass Maskenwürger auf östlicheren Routen die Brutgebiete anfliegen, als sie sie verlassen haben, dass also ein Schleifenzug entgegen dem Uhrzeigersinn vorliegt.
Die Kernzonen des Überwinterungsgebietes liegen im zentralen und östlichen Afrika nördlich des Äquators und südlich der Sahara sowie an der Südspitze der Arabischen Halbinsel; in ihrer genauen Ausdehnung sind die Überwinterungsgebiete noch nicht bekannt. Im Winterhalbjahr besiedelt der Maskenwürger Trockensavannen, flussbegleitende Gehölze und Kulturland; er ist bis an den Rand des Regenwaldes, gelegentlich auch in Rodungsgebieten innerhalb des Regenwaldes zu finden. Wie im Brutgebiet scheint der Maskenwürger etwas weniger trockene (mesische) Habitate zu bevorzugen als andere Würgerarten.

## Nahrung und Nahrungserwerb
Die Nahrung des Maskenwürgers entspricht weitgehend der anderer Würgerarten. Sie besteht hauptsächlich aus größeren Insekten wie Heuschrecken, Zikaden, Grillen, Käfern und Libellen. Auch Schmetterlinge und deren Entwicklungsstadien, Ameisen und Hautflügler werden gefressen. Gelegentlich erbeutet er auch kleine Eidechsen, kleine Säugetiere wie Mäuse und Spitzmäuse und plündert Vogelnester. Auf dem Zug scheinen kleine, erschöpfte Zugvögel wie Klappergrasmücken oder Haussegler bevorzugte Beutetiere zu sein.
Wie alle Arten der Gattung Lanius ist auch der Maskenwürger ein Wartenjäger. Er sitzt meist auf niedrigen Seitenästen eines Busches oder Baumes, von wo er den Boden der unmittelbaren Umgebung absucht. Wenn er ein Beutetier erspäht, lässt er sich fallen und schlägt es auf dem Boden. Oft rüttelt er kurz bevor er landet. Größere Beutetiere werden mit einem Fuß festgehalten und stückweise verzehrt, kleinere als Ganzes verschluckt. Gelegentlich jagt er in Fliegenschnäppermanier nach Fluginsekten oder sucht zu Fuß den Boden nach Beutetieren ab.

## Brutbiologie

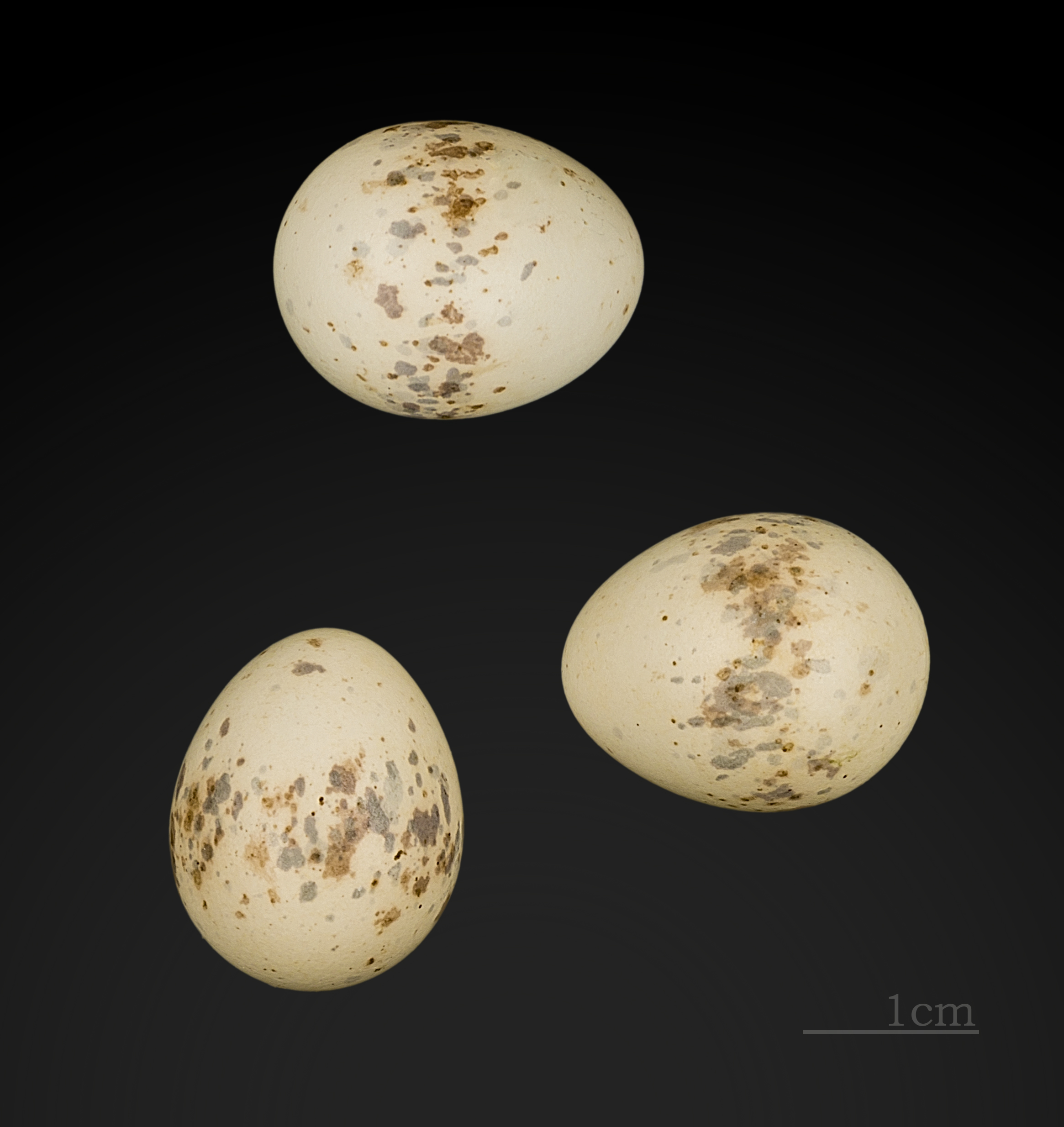
Lanius nubicus

Maskenwürger führen eine monogame Saisonpartnerschaft. Die Männchen erscheinen meist einige Tage vor den Weibchen im Brutgebiet. In der Zeit der Hauptbalz, vor allem im April, ist die Art am auffälligsten. Männchen sind sowohl im Revierflug zu sehen, als auch in aufrechter Pose an exponierten Stellen sitzend. Häufig singen die Partner im Duett und das Weibchen nimmt in geduckter Haltung unter Flügelzittern Nahrung vom Männchen entgegen. Das Nest wird von beiden Partnern in 1–10 Metern Höhe aus Wurzelstückchen, Gräsern, Stängeln (oft auch mit Blüten), Kiefernnadeln und Moos gebaut. Innen wird es mit weichen Materialien, wie Wolle, Pflanzenwolle und oft mit Materialien anthropogener Natur ausgelegt. Es ist ein kunstvoll errichteter, kleiner, kompakter Napf. Nestträger sind meist Seitenäste verschiedener Baumarten. Minimale Nestabstände liegen unter 100 Metern. Im Irak wurden in einem offenen Eichengehölz 10 Nester innerhalb einer Entfernung von 800 Metern gefunden. Für Ersatz- und Zweitbruten wird häufig das alte Nest zerstört und dessen Material verwendet.
Die Legeperiode beginnt in Kleinasien Ende April. Die meisten Gelege werden aber Mitte Mai gefunden. Zweitgelege scheinen sehr häufig zu sein, Ersatzgelege sind wohl die Regel. Die Erstgelege bestehen aus 4–7 rundovalen, meist gelbbraunen, aber auch grünlichgrauen oder rosafarbenen Eiern, die am stumpferen Pol dunkel gefleckt sind. Gelege mit 8 und 9 Eiern kommen vor, sind aber selten. Zweitgelege sind kleiner und können auch nur 3 Eier umfassen. Mit einer durchschnittlichen Größe von etwa 20 × 16 Millimetern sind die Eier die kleinsten aller paläarktischen Würger.
Wahrscheinlich werden die Küken nur vom Weibchen in etwa 14–16 Tagen erbrütet. In dieser Zeit ist das Männchen fast immer in der Nähe des Nestes, hält Wache und füttert das Weibchen. Die Küken werden von beiden Eltern versorgt. Nach spätestens 20 Tagen sind sie flügge, werden aber noch mindestens weitere 2 Wochen von den Eltern versorgt.

## Systematik
Der Maskenwürger ist eine von mindestens 26 Arten der Gattung Lanius. Seine systematische und phylogenetische Position innerhalb dieser Gruppe ist noch weitgehend unklar. Er unterscheidet sich im Aussehen und im Verhalten nicht unwesentlich von anderen kleinen Vertretern dieser Gattung. Es werden keine Unterarten des Maskenwürgers anerkannt.

## Bestandssituation
Die IUCN listet den Maskenwürger trotz einiger Anzeichen für Bestandsrückgänge in keiner Gefährdungsstufe. Birdlife Europe gibt die geschätzten europäischen Bestände mit 35.000–100.000 Brutpaaren an, wovon der Großteil in der Türkei brütet. In Europa beherbergt noch Zypern gute Bestände. Bis auf Israel, wo in den 80er Jahren wenige 1000 Brutpaare vermutet wurden, liegt über die außereuropäischen Brutgebiete kaum Zahlenmaterial vor.
Hauptgefährdungsursache sind nach wie vor Habitatsverlust und intensivierter Einsatz von Pestiziden. Bestandsminimierend wirkt sich auch die direkte Verfolgung während des Herbstzuges aus. In Griechenland und in Syrien gilt die Art regional als Unglücksbringer und wird aus diesem Grunde verfolgt.